# オークマスター樽薫る
キリンオークマスター （KIRIN OAK MASTER）はキリンディスティラリーが製造し、麒麟麦酒（以下キリンビール）が販売していたジャパンメイド・ブレンデッドウイスキー。
前身のメルシャン樽薫る辛口ウイスキー「OAK MASTER」についても言及する。

## 概要
2016年3月中旬まで発売されたボストンクラブ（豊醇原酒・淡麗原酒）、および値上げされた富士山麓（樽熟50°→樽熟原酒50°）に代わる普及モデルの銘柄として、2016年2月に発表され、同年3月22日より販売が開始された。

キリンホールディングス傘下のメルシャン株式会社の商標を終売から5年ぶりに継承。同時にブレンド用の原酒（モルト・グレーン）を軽井沢産から御殿場産に変更した。
長期的な販売不振のほか、商品展開の整理・見直しなどを理由に2024年4月26日を以て同じくキリンディスティラリーが製造、キリンビールが販売する既存の大型ペットボトル入りのブレンデッド・ウイスキー「オーシャンラッキーゴールド」に統合される形で製造、および出荷・販売終了となった。

## 特徴
アルコール分（アルコール度数）は40%。焼き焦がし（チャード）を入れたオーク（チャードオーク）樽の薫香を生かしたブレンドであり、すっきりとキレのある飲み口はハイボールに適しているとされる。
パッケージは、樽をイメージさせる木目のモチーフのデザインである。商品のロゴは「薫香の華やかさを表現した」と発表されている。
店頭想定価格（税抜き）は、640ミリリットル瓶で1000円前後であり、現行の富士山麓と同程度の価格である。なお、700ミリリットル瓶で1500円前後を想定した高価格品「富士山麓 樽熟原酒50度」も「オークマスター樽薫る」と同時に新発売された。
2019年8月27日には「オークマスター樽薫る」の廉価版としてアルコール分を37%に引き下げ、さらなるハイボール向けに特化した「オークマスター森の風薫る」を発売。これに伴い、既存の「オークマスター樽薫る」は同日に全面改良を実施し、オークマスター森の風薫る同様、原材料にモルトとグレーンのほか、スピリッツが含まれるようになり、事実上のコストダウンが計られ、ハイボールのほか、オン・ザ・ロックでも楽しむ事を想定したブレンドに見直された。

## ラインアップ（全て終売済み）
- キリン オークマスター樽薫る（アルコール分 40%）
  - 640ml 瓶
  - 2,700ml ペットボトル
  - 4,000ml ペットボトル
- キリン オークマスター森の風薫る（アルコール分 37%）
  - 640ml 瓶

以下、メルシャン時代の製品
- メルシャン樽薫る辛口ウイスキー「OAK MASTER」（アルコール分 37%）

- 660ml 瓶 - (1999年11月9日～2011年2月初旬「在庫限り販売終了」告知)※2007年7月以降はキリンビールが販売。
- 2,700ml ペットボトル - (1999年11月9日～2001年頃)
- 240ml 瓶 - (2002年10月22日～2005年頃)
- 180ml 瓶 - (?年～?年)

## 外部サイト
- キリン株式会社
- キリン オークマスター樽薫る商品情報 - キリン株式会社
- キリン オークマスター森の風薫る商品情報 - キリン株式会社
- キリン オークマスター公式サイト - キリン株式会社